# Ханес Свобода
Ханес Свобода (на немски: Hannes Swoboda) е австрийски политик от Социалдемократическата партия на Австрия. От 2012 година той е председател на политическата група в Европейския парламент Прогресивен алианс на социалистите и демократите.
Той е роден на 10 ноември 1946 година в Бад Дойч-Алтенбург, Долна Австрия. Завършва право и икономика във Виенския университет, след което работи във Виенската трудова камара. От 1988 година е общински съветник във Виена, а от 1996 година — депутат в Европейския парламент.